# ついていったらこうなった
ついていったらこうなったは、フジテレビの特別番組。多田文明の『ついていったら、こうなった―キャッチセールス潜入ルポ』（彩図社）が基になっている。

## 概要
調査員のお笑いタレントが、キャッチセールスや詐欺のメカニズムを解明し、調査検証を行う。

## 出演者

### 司会
- 大塚範一
- 中野美奈子（フジテレビアナウンサー） - 第5回を除く
- 松尾翠（フジテレビアナウンサー） - 第5回

### 調査員
- カンニング竹山 - 唯一の皆勤賞。
- 千原ジュニア（第1回 - 第4回）
- 水道橋博士（第1回）
- くまきりあさ美（第2回）
- ますだおかだ - 第1回 - 第3回、第8回までは両者。第4回 - 第7回まで、どちらかが出演
- 橋本志穂 （第3回）
- 小島よしお（第4回 - ）
- クワバタオハラ（第4回）
- TIM（第5回）
- にしおかすみこ（第6回）
- ペナルティ（第7回）

### 有識専門家
- 多田文明（評論家、原作者）
- 八代英輝（弁護士）
- 萩谷麻衣子（弁護士）
- 北芝健
- 梅本正行（日本防犯学校学長、第1回 - 第3回）[1]

### ナレーション
- 広中雅志
- 三宅淳一
- 桐本琢也
- 庄司宇芽香
- 牛田裕子

## スタッフ
第8回
- 編成企画：濱潤（フジテレビ）
- 構成：そーたに、清松勝彦
- 法律監修：萩谷麻衣子
- リサーチ：フリード、J-CAST
- TP：深谷高史
- SW：藤本敏行
- CAM：矢代祐一
- VE：瀧本恵司
- AUD：篠良一
- LT：北澤正樹（FLT）
- EED：波江野剛、阿部芳三
- MA：轉石裕治
- 美術プロデューサー：西條実
- 美術デザイン：宇野宏美
- 美術制作：与田滋
- 装置：鈴木匡人、佐藤学
- アクリル：相原祐規、鈴木正樹
- 電飾：大平絵梨子、清水久敏
- 装飾：後藤千鶴
- 衣裳：岡崎貴子
- 持道具：貞中照美
- ヘアメイク：マーヴィ
- CG：長田大輔
- TK：鈴木裕恵
- 音効：藤代広太
- 広報：瀬田裕幸（フジテレビ）
- AD：林広太郎、吉田由佳、前園和香菜、土屋慶明、宮崎李那、高市輝久、片山みお
- AP：岩崎ゆかり
- ディレクター：水元とおる、床波芳孝、加藤浩明、稲垣知宏、高山賢一、北川剛大
- 総合演出：小松伸一（K-ten）
- プロデューサー：神田祐子（ドリマックス・テレビジョン）
- 技術協力：ニユーテレス、オムニバス・ジャパン、Zeta
- 美術協力：アックス
- 制作協力：K-ten、オールアウト
- 企画制作：フジテレビ
- 制作著作：ドリマックス・テレビジョン

### 過去のスタッフ
- プロデューサー：正木敦
- ディレクター：宮崎一孝、有賀均、小亀聡史
- AD：菅慶彦、高橋慶太郎、池田丈明、橋本宗洋、木下麻利子、高橋史郎
- 法律監修：八代国際法律事務所
- SW：小川利行（第7回）
- CAM：吉川和彦（第7回）
- VTR：高草木直樹（第7回）
- AUD：松本良道（第7回）
- MA：水野貴浩（第7回）
- 電飾：安島美次（第7回）
- 広報：正岡高子（フジテレビ、第7回）